# Ruig zoutkruid
Ruig zoutkruid (Spirobassia hirsuta), synoniem: Bassia hirsuta) is een plant uit de amarantenfamilie.
De soort werd beschreven door Linnaeus in 1753 in Species plantarum en later door Ascherson bij een ander geslacht ingedeeld.

## Habitus en beschrijving
Het ruig zoutkruid is een eenjarige plant. De plant wordt tussen de 20 en 40 cm hoog en is licht kruipend. De stengels zijn bochtig en ruw behaard en de vlezige bladeren zijn lijnvormig, stomp en kunnen tot 1,5 cm lang worden. De bloemen zijn klein en groen en de vruchten zijn eenzadige dopvruchten.

## Ecologie en verspreiding
De soort staat op zonnige, vochtige, stikstofrijke, matig zilte grond en prefereert plaatsen waar weinig fluctuatie van het grondwater optreedt. De plant komt voor in Europa langs de Middellandse Zee en in het Noordzee- en Oostzeegebied. Ruig zoutkruid wordt door de wind bestoven en de zaden worden door dieren verspreid.

## Synoniemen
- Bassia crassifolia (Pall.) Soldano
- Bassia hirsuta (L.) Asch.
- Chenolea hirsuta (L.) Arcang.
- Chenopodium hirsutum L.
- Chenopodium pallasianum Schult.
- Chenopodium tripteris Dumort.
- Echinopsilon crassifolius (Pall.) Moq.
- Echinopsilon hirsutus (L.) Moq.
- Kochia hirsuta (L.) Nolte
- Kochia tripteris Dumort.
- Salsola hirsuta (L.) L.
- Schoberia obtusifolia Bunge
- Schoberia pallasiana (Schult.) C.A.Mey.
- Suaeda albida Pall.
- Suaeda crassifolia Pall.
- Suaeda drepanophylla (Litv.) Korovin ex Pavlov
- Suaeda hirsuta (L.) Rchb.
- Suaeda obtusifolia (Bunge) Trautv.
- Suaeda pallasiana (Schult.) Heynh.
- Willemetia hirsuta (L.) Moq.